# 마크 슐츠 (레슬링 선수)
마크 필립 슐츠(영어: Mark Philip Schultz, 1960년 10월 26일~)는 미국의 레슬링 선수, 지도자이다. 1984년 하계 올림픽에서 남자 자유형 미들급 금메달을 획득했고 세계 레슬링 선수권 대회에서 금메달 2개를 획득했다.
형인 데이브도 레슬링 선수로 활약했으며, 1984년 올림픽에서 함께 금메달을 획득했다. 슐츠 형제는 올림픽 레슬링과 세계 선수권 대회에서 모두 우승한 3형제(다른 두 형제는 러시아의 부바이사르와 아담 사이티예프 형제, 아나톨리와 세르게이 벨로글라조프 형제이다.) 중 하나이다. 슐츠 형제는 미국 레슬링 역사상 가장 많은 세계 대회와 NCAA 선수권을 우승한 형제이기도 하다.